# Jean Gran-Aymerich
Jean Gran-Aymerich, né à Barcelone en 1947, est un universitaire et archéologue qui a publié sur les Étrusques. Il est directeur de recherche au CNRS de Paris,

## Biographie
Jean Gran-Aymerich fait ses études universitaires en France et en Italie et obtient à la Sorbonne un doctorat d'État.
- Directeur de recherche au Centre national de la recherche scientifique.
- Membre de l’Istituto Nazionale di Studi Etruschi ed Italichi.
- Membre du Deutsches Archäologisches Institut.
- Responsable du programme, il a diligenté (pendant la campagne 1995-1996), les recherches étrusco-italiques dans une structure franco-allemande à La Castellina, au sud de Civitavecchia dans le Latium.

Il est l'époux d'Ève Gran-Aymerich.

## Publications
- Corpus Vasorum Antiquorum, Louvre 20, France 31, Les amphores d’impasto et de bucchero, Paris, 1982.
- Malaga phénicienne et punique. Recherches franco espagnoles 1981-1988, 1991 (Prix R. Dusseigneur 1986 de l’Académie des Inscriptions et Belles-Lettres)
- Corpus Vasorum Antiquorum, Louvre 23, France 34. Les œnochoés d'impasto et de bucchero, Paris, 1992.
- Les Îles du monde étrusque : le cas de la Corse et Alaliè, p. 141, (CNR), Rome, 2007.
- Gli Etruschi fuori d’Etruria occidentale et dans l’Ouest de l’Europe, dans Votives, Places and Rituals in Etruscan Religion. Studies in Honour of Jean Macintosh Turfa, edited by M. Gleba, H. Becker, Leiden-Boston, 2009, p. 15-41.
- La presencia etrusca en Cartago y el circulo del Estrecho su relacion con las navegaciones en el Mediterraneo occidental durante los siglos VII- V, y el Libyae lustrare extrema. Realidad y literatura en la visi grecoromana de Africa, Estudios en honor del profesor Jehan Desanges, J. M. Candau Moron, F. J. Gonzalez Ponce, A. L. Chavez Reino éd., Séville, 2009, p. 1-32.
- La Castellina a sud di Civitavecchia: origini ed eredità. Origines protohistoriques et évolution d’un habitat étrusque, Rome, 2011.
- Les vases de bucchero. Le monde étrusque entre Orient et Occident, Rome, 2017.